# ستيفن كالاهان
ستيفن كالاهان (بالإنجليزية: Steven Callahan)‏ هو صحفي وكاتب أمريكي، ولد في 6 فبراير 1952 في Unionville, Chester County, Pennsylvania ‏ في الولايات المتحدة.